# Велика Сербія

Карта Великої Сербії, запропонована в 1980-х рр. Сербською радикальною партією в особі Воїслава Шешеля.

Велика Сербія (серб. Велика Србија/Velika Srbija), або великосербська ідеологія — націоналістична ідея пансербізму сербських радикалів-іредентистів, що має на меті об'єднати в одну спільну державу всі землі, на яких живуть або коли-небудь жили серби. Ця ідея впродовж історії являлася в різних виглядах і під різними іменами.
Ідею об'єднання всіх сербів в одній державі було сформульовано на початку XIX століття, після багатьох століть життя без власної держави як програму національної інтеграції та створення національної держави у максимальних межах. Це явище початку дев'ятнадцятого століття було поширене серед європейських країн, які пережили національне пробудження під час та після Французької революції і Наполеонівських воєн.
У нинішньому вигляді ідея і сам термін вперше з'явились на початку 1980-х і були розроблені Сербською народною радикальною партією (майбутньою Сербською радикальною партією), представлені її лідером Воїславом Шешелем. Його кум, колишній письменник, націоналістичний політик Вук Драшкович виголосив гасло, що «Сербія простягається настільки, наскільки далеко є могили сербських воїнів». Ця ідеологія спирається на ті самі популістські підвалини і є з тієї самої категорії, що й Велика Албанія, Велика Румунія, Велика Хорватія, Велика Угорщина тощо.
Суть ідеї полягає в тому, що Велика Сербія повинна мати панівне становище на Балканах за розміром території і включати просербськи налаштовані народності, тобто по суті являти собою націоналістичну державу, що заперечує яку-небудь присутність у яких-небудь частках інших етнічних груп.
До складу Великої Сербії мали б увійти землі Боснії, Герцеговини, Македонії, Чорногорії. Перед югославськими війнами з цих земель сербське населення переважало на території половини Боснії і Герцеговини (приблизно теперішня Республіка Сербська) та в східній Хорватії (Республіка Сербська Країна). Ідеї Великої Сербії широко використовувались белградською і місцевою владою для мотивації сербських солдатів воювати в Боснії і Герцеговині.